# Stegocintractia luzulae
Stegocintractia luzulae är en svampart som först beskrevs av Pier Andrea Saccardo, och fick sitt nu gällande namn av M. Piepenbr., Begerow & Oberw. 1999. Stegocintractia luzulae ingår i släktet Stegocintractia och familjen Anthracoideaceae.   Inga underarter finns listade i Catalogue of Life.